# Hidromorfinol
El Hidromorfinol (RAM-320, 14-Hidroxidihidromorfina), es un análogo de opiáceo, derivado de la morfina, donde la posición 14 ha sido hidroxilada y el doble enlace 7,8 saturado.  Tiene efectos similares a la morfina, como la sedación, la analgesia y la depresión respiratoria, pero es dos veces más potente que dicha droga  y tiene una curva de dosis-respuesta más pronunciada y una vida media más larga. Se usa en medicina como la sal de bitartrato.
También se llama α-oximorfol, y oximorfol es en sí misma una mezcla de hidromorfinol y 4,5α-epoxi-17-metilmorfinan-3,6β, 14-triol, β-oximorfol, que es diferente en la posición 6 en el esqueleto de carbono morfina.
El hidromorfinol se metaboliza principalmente en el hígado de la misma manera que muchos otros opioides y, en sí mismo, es un metabolito activo menor de la 14-hidroxihidrocodeína, un opiáceo de uso poco común (pero, por lo tanto, también es un metabolito activo de un metabolito activo de primer orden de oxicodona).